# 진차오췬
진차오췬(金超群, 김초군, 1951년 11월 26일 ~ )은 중화민국의 연극배우, 영화배우, 텔레비전 연기자, 영화 각본가, 텔레비전 드라마 연출가이다.

## 이력
1946년 국민정부 대륙 시대 말기 중화민국 본토 베이징 이탈민 출신의 자유중화민국 타이완 타이베이 이주민 1세대 집안에서 1951년 출생한 그는 1974년 연극배우 첫 데뷔하였고 1979년 중화민국 영화 《색명삼낭(索命三娘)》의 단역을 통하여 영화배우 데뷔하였으며 이어 같은 해부터 텔레비전 드라마에도 출연하기 시작하였다. 한때 텔레비전 드라마 《포청천 시리즈》의 출연으로 인한 인기로 중화인민공화국과 홍콩에도 종종 초청된 바가 있다. 2005년에는 홍콩 영화 《포청천지오서두어묘(包青天之五鼠鬥御貓)》에 주연, 이 영화로 영화 각본가로 데뷔하였다.

## 출연작
- 1993년
  - 《포청천》
- 1994년
  - 《천사종규》
- 2008년
  - 《포청천》
- 2010년
  - 《포청천 : 칠협오의》
- 2012년
  - 판관 포청천 2012

## 광고

### 대한민국
- 제일약품 진녹천

## 같이 보기
- 판훙쉔(범홍헌)
- 허자징(하가경)